# Мільтон Коїмбра
Мільтон Коїмбра (ісп. Milton Coimbra, нар. 4 травня 1975, Санта-Крус-де-ла-Сьєрра) — болівійський футболіст, що грав на позиції нападника, зокрема за національну збірну Болівії.

## Клубна кар'єра
Народився 4 травня 1975 року в місті Санта-Крус-де-ла-Сьєрра. Вихованець футбольної школи клубу «Орієнте Петролеро».
У дорослому футболі дебютував 1994 року виступами за команду «Гвабіра», а протягом 1995—1996 років грав за основну команду рідного клубу. У 1996–1997 роках на правах оренди грав за аргентинський «Ланус», після чого ще протягом п'яти років грав за «Орієнте Петролеро». Був його основним гравцем і одним з головних бомбардирів, маючи середню результативність на рівні 0,6 гола за гру першості. 2001 року виборов у його складі титул чемпіона Болівії.
Згодом з 2002 по 2007 рік грав за кордоном — за мексиканькі «Пуебла» та «Коррекамінос», в ОАЕ за «Емірейтс», у Греції за «Іонікос», в Китаї за «Бейцзін Гоань» та в Чилі за «О'Хіггінс».
Зауершував ігрову кар'єру у 2007—2008 роках на батьківщині виступами за «Орієнте Петролеро» та «Гвабіру».

## Виступи за збірну
1996 року дебютував в офіційних матчах у складі національної збірної Болівії.
У складі збірної був учасником розіграшу Кубка Америки 1997 року у Болівії, де разом з командою здобув «срібло», розіграшу Кубка Америки 1999 року у Парагваї, а також розіграшу Кубка Америки 2001 року у Колумбії.
Загалом протягом кар'єри в національній команді, яка тривала 10 років, провів у її формі 43 матчі, забивши 7 голів.

## Титули і досягнення
- Чемпіон Болівії (1):

«Орієнте Петролеро»: 2001